# Vicentinho
Vicente Paulo da Silva (Santa Cruz, 8 de abril de 1956), mais conhecido como Vicentinho é um ex-metalúrgico, advogado, professor universitário, líder sindical e político brasileiro. Foi presidente da Central Única dos Trabalhadores.
Atualmente exerce o seu 5° mandato de deputado federal pelo Partido dos Trabalhadores de São Paulo, ao qual é filiado desde 1981.

## Biografia
Nascido no Rio Grande do Norte, iniciou sua carreira no movimento sindical em 1977 em São Paulo, quando filiou-se ao Sindicato dos Trabalhadores nas Indústrias Metalúrgicas, Mecânica e de Material Elétrico de São Bernardo do Campo e Diadema.
Foi membro da comissão de mobilização na histórica greve de 80, e um ano após esse fato, foi eleito vice-presidente de Sindicato dos Metalúrgicos de São Bernardo do Campo e Diadema.
Foi enquadrado na Lei de Segurança Nacional em 1982.
Em 1983, dirigiu com outros companheiros, a greve geral e de solidariedade aos petroleiros (primeira greve geral após o golpe de 1964). Outro fato importante que ocorreu nesse mesmo ano foi a sua participação na fundação da Central Única dos Trabalhadores (CUT), sendo eleito Presidente da primeira CUT - Regional do Brasil, a CUT ABC.
Foi eleito o presidente do Sindicato dos Metalúrgicos de São Bernardo do Campo e Diadema em 1987, e reeleito dali a 3 anos.
Em 1993, foi eleito presidente-fundador do sindicato unificado dos metalúrgicos do ABC. Em 1994, foi eleito Presidente da Central Única dos Trabalhadores - CUT Nacional. Foi reeleito em 1997.
Em 2000 e 2004, disputou as eleições para a prefeitura de São Bernardo do Campo, mas perdeu nas duas ocasiões (para Maurício Soares e William Dib, respectivamente).
Foi eleito deputado federal em 2002, sendo reeleito em 2006, 2010, 2014 e 2018, e assumindo como suplente em 2022.
Em 7 de abril de 2025,  sua filha, Luana Rocha, morreu aos 35 anos, vitimada por um câncer no intestino. 

## Entrevistas
Em 2000, Vicente forneceu uma entrevista ao Museu da Pessoa em que descreve as dificuldades em sua juventude em decorrência da seca que assolava sua região. Essa época foi marcada pela fome e por sua saída da escola para trabalhar e ajudar sua família financeiramente.
"A seca é muito sofrimento porque, em época de seca, por exemplo, a gente comia só feijão macaça, que é o feijão de corda que as pessoas falam em outras regiões, mas lá é o feijão macaça. A gente comia macaça, farinha, às vezes ovo, porque tinha galinha. Mas, também, em época de seca, a galinha ia se acabando. As coisas iam se acabando, se acabando, até desaparecerem. Era muito sofrimento, era muito difícil.

Em função da seca, eu e meu irmão mais velho, a gente estudava, mas tivemos que parar para poder trabalhar. Meu irmão mais velho é pouco mais velho do que eu, 2 anos. Então, ele era menino como eu e, tanto ele como eu, quando começava a ter uma certa idade, trabalhávamos com nosso pai. Na seca de 70, por exemplo – foi a grande seca que nós vimos lá –, eu tive que parar de estudar para poder trabalhar junto com meu irmão e meu pai, para poder nos sustentar. Porque o que nós ganhávamos, os 3, ainda assim não dava para ter uma vida tranquila. Era um salário muito pequeno, talvez equivalente a uns 10 ou 15 reais por mês. Era muito pouca coisa, tanto que eu me lembro que eles davam um saco com uma certa quantidade de fubá, feijão, aquele arroz que lá na minha terra chama "bugô", mas aqui é o arroz de quibe. Era aquele arroz que a gente ganhava. Tinha aquelas contribuições da Aliança para o Progresso, eu me lembro disso, óleo... então, ninguém vivia bem, ninguém se alimentava, tinha que comer regradamente porque senão..."— Vicente Paulo da Silva Em entrevista ao Museu da Pessoa

## Desempenho eleitoral
| Ano  | Eleição                            | Cargo                   | Partido                                                   | Partido | Coligação                                        | Titular/Vice                  | Votos para Vicentinho | Votos para Vicentinho | Votos para Vicentinho | Resultado     | Ref    |
| Ano  | Eleição                            | Cargo                   | Partido                                                   | Partido | Coligação                                        | Titular/Vice                  | Total                 | %                     | P.                    | Resultado     | Ref    |
| ---- | ---------------------------------- | ----------------------- | --------------------------------------------------------- | ------- | ------------------------------------------------ | ----------------------------- | --------------------- | --------------------- | --------------------- | ------------- | ------ |
| 1998 | Estadual de São Paulo              | 1.º Suplente de Senador |                                                           | PT      | Pra Renovar São Paulo (PT, PCdoB, PCB, PPS, PMN) | Titular: Eduardo Suplicy (PT) | 6.718.463             | 43,13%                | 1.º                   | Eleito        | [ 21 ] |
| 2000 | Municipal de São Bernardo do Campo | Prefeito                | São Bernardo Pra Você (PT, PCdoB)                         | PT      | Vice: Marli Cestari (PT)                         | 121.448                       | 35,51%                | 2.º                   | Não Eleito            | [ 22 ] [ 21 ] |        |
| 2002 | Estadual de São Paulo              | Deputado Federal        | PT, PCdoB, PCB                                            | PT      | —                                                | 254.221                       | 1,29%                 | 5.º                   | Eleito                | [ 21 ]        |        |
| 2004 | Municipal de São Bernardo do Campo | Prefeito                | União Pela Vitória de São Bernardo (PT, PMDB, PCdoB, PTB) | PT      | Vice: Tunico Vieira (PMDB)                       | 88.533                        | 22,86%                | 2.º                   | Não Eleito            | [ 23 ] [ 21 ] |        |
| 2006 | Estadual de São Paulo              | Deputado Federal        | PT, PCdoB                                                 | PT      | —                                                | 97.477                        | 0,47%                 | 57.º                  | Eleito                | [ 21 ] [ 24 ] |        |
| 2010 | Estadual de São Paulo              | Deputado Federal        | PRB, PT, PR, PCdoB, PTdoB                                 | PT      | —                                                | 141.068                       | 0,64%                 | 31.º                  | Eleito                | [ 25 ] [ 21 ] |        |
| 2014 | Estadual de São Paulo              | Deputado Federal        | PT, PCdoB                                                 | PT      | —                                                | 89.001                        | 0,42%                 | 59.º                  | Eleito                | [ 26 ] [ 21 ] |        |
| 2018 | Estadual de São Paulo              | Deputado Federal        | PT, PCdoB                                                 | PT      | —                                                | 70.645                        | 0,33%                 | 62.º                  | Eleito                | [ 27 ] [ 21 ] |        |
| 2022 | Estadual de São Paulo              | Deputado Federal        | Federação Brasil da Esperança (PT, PCdoB, PV)             | PT      | —                                                | 82.912                        | 0,35%                 | 80.º                  | Suplente              | [ 28 ] [ 21 ] |        |